# Kiełpiny (powiat rypiński)
Kiełpiny – wieś w Polsce położona w województwie kujawsko-pomorskim, w powiecie rypińskim, w gminie Wąpielsk.
W latach 1975–1998 miejscowość należała administracyjnie do województwa toruńskiego.
Według Narodowego Spisu Powszechnego (III 2011 r.) liczyła 379 mieszkańców. Jest piątą co do wielkości miejscowością gminy Wąpielsk.